# استامبوات روک (آیووا)
استامبوات روک (به انگلیسی: Steamboat Rock) شهری در ایالت آیووا کشور ایالات متحده آمریکا است که جمعیت آن در سرشماری سال ۲۰۱۰ میلادی، ۳۱۰ نفر بوده‌است.